# Salpis dentilineata
Salpis dentilineata är en fjärilsart som beskrevs av Butler 1882. Salpis dentilineata ingår i släktet Salpis och familjen mätare. Inga underarter finns listade.